# Jo Jo Gunne
I Jo Jo Gunne è stato un gruppo hard rock nato nel 1971 a Los Angeles. Si sono sciolti una prima volta nel 1975, per poi ritrovarsi, con parte dei componenti cambiati, nel 2005 per un ulteriore album.

## Formazione
- Jay Ferguson - tastiere, voce
- Mark Andes - basso, voce
- Matthew Andes - chitarra
- William "Curly" Smith - batteria
- Jimmie Randall - basso
- Star Donaldson - chitarra
- John "LBJ" Staehely - chitarra, voce

## Discografia

### Album in studio
- 1972 Jo Jo Gunne
- 1973 Bite Down Hard
- 1973 Jumpin' the Gunne
- 1974 So...Where's the Show?
- 2005 Big Chain

### Raccolte
- 2000 The Asylum Recordings: Jo Jo Gunne + Bite Down Hard
- 2000 The Asylum Recordings: Jumpin' the Gunne + So...Where's the Show?